# Andrej Rant
Andrej Rant (...) è un ex sciatore alpino sloveno che gareggiò per la nazionale jugoslava.

## Biografia
Sciatore polivalente, in Coppa del Mondo Rant esordì il 14 gennaio 1973 a Grindelwald in slalom speciale, senza completare la prova, e ottenne l'ultimo piazzamento, nonché miglior risultato, il 26 gennaio 1974 a Kitzbühel in discesa libera (49º); l'ultimo risultato della sua carriera fu la medaglia d'oro nella combinata ai Campionati jugoslavi 1975. Non prese parte a rassegne olimpiche o iridate.

## Palmarès

### Campionati jugoslavi
- 1 oro (combinata nel 1975)[1]